# Gare d'Izmaïl
La gare d'Izmaïl, (ukrainien : Ізмаїл (станція)) est une gare ferroviaire ukrainienne située à proximité de la frontière roumaine, dans l'oblast d'Odessa.

## Situation ferroviaire
Elle est le terminus de la ligne Kiev-Odessa-Izmaïl et est desservie une fois par jour.

## Histoire
Historique attaché à la Roumanie, la ville passe sous domination soviétique à la suite du pacte Ribbentrop-Molotov. Les chemins de fer soviétiques s'arrêtaient à Artsyz, le tronçon depuis Artsyz vers Izmaïl fut construit et la gare inaugurée le 20 février 1941. Après la fin de la Seconde Guerre mondiale, les voies passèrent rapidement à l'écartement de 1 520 mm. De nombreux problèmes de rentabilité de la ligne rendait le trajet Kiev-Odessa-Izmaïl variable. Le 20 novembre 2021 une obligation de service public a été mise en place entre Odessa et Izmaïl, le Danube express.

### Desserte

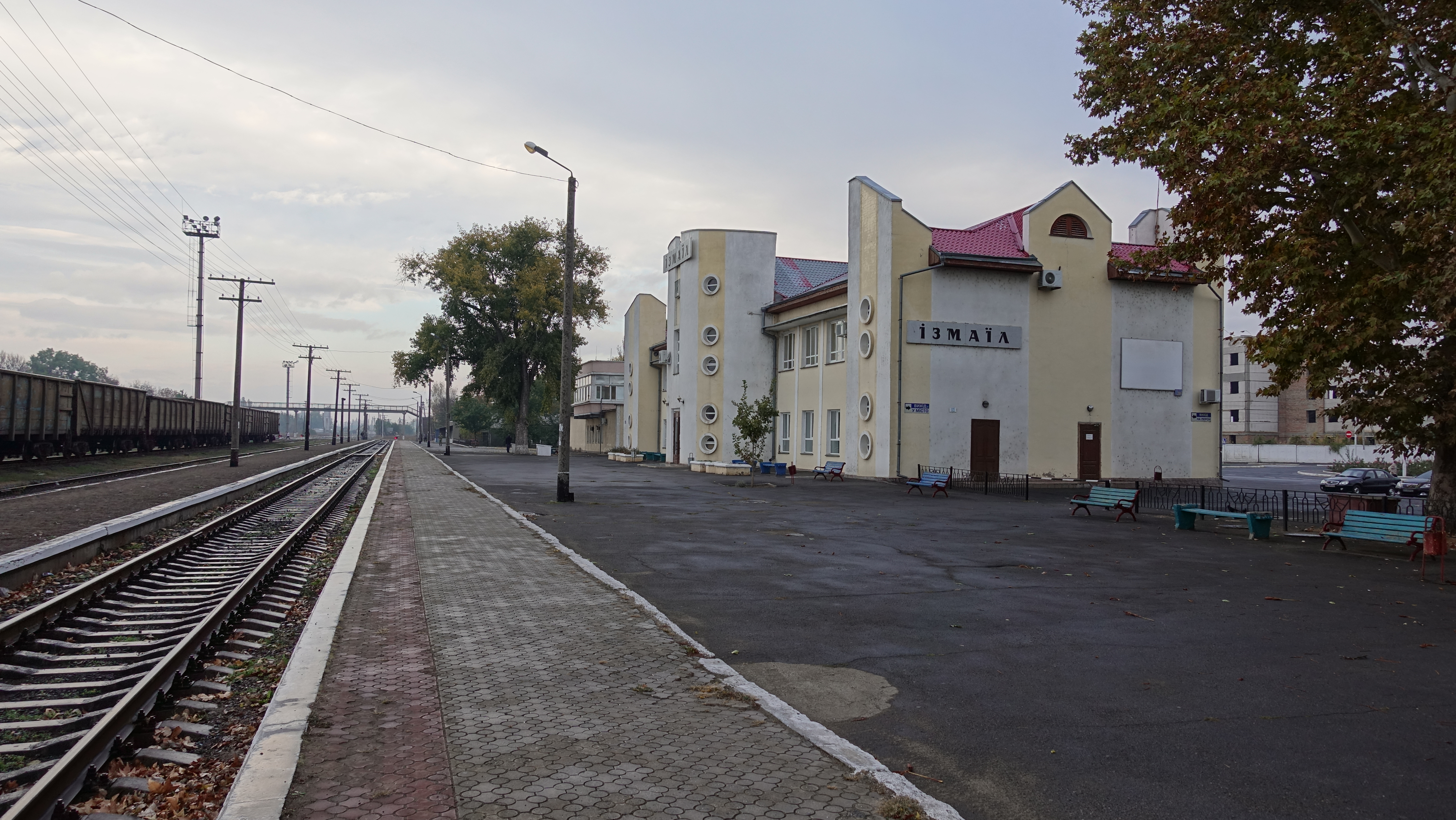
La gare et les quais.

## Service des voyageurs

### Accueil

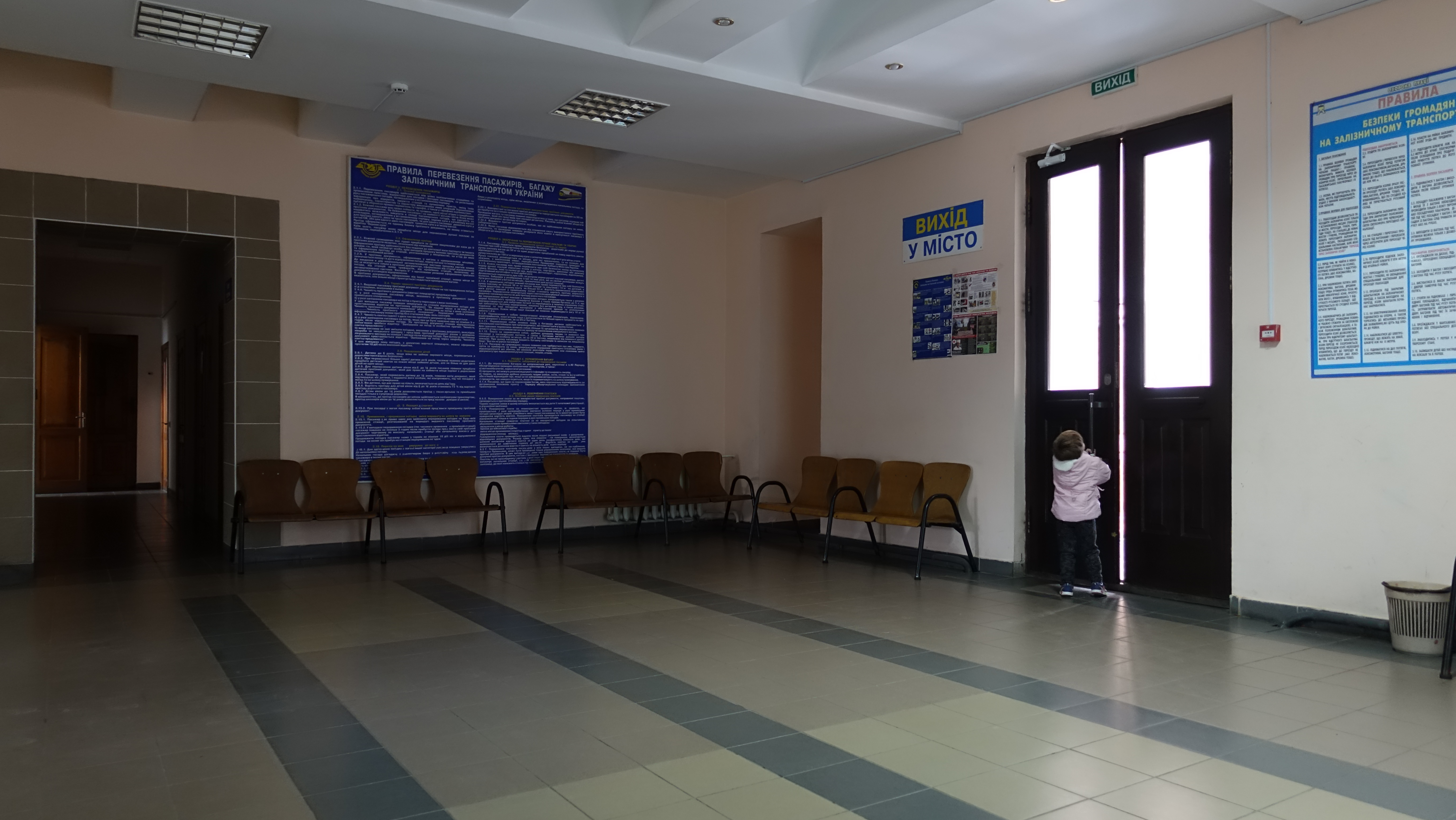
Hall
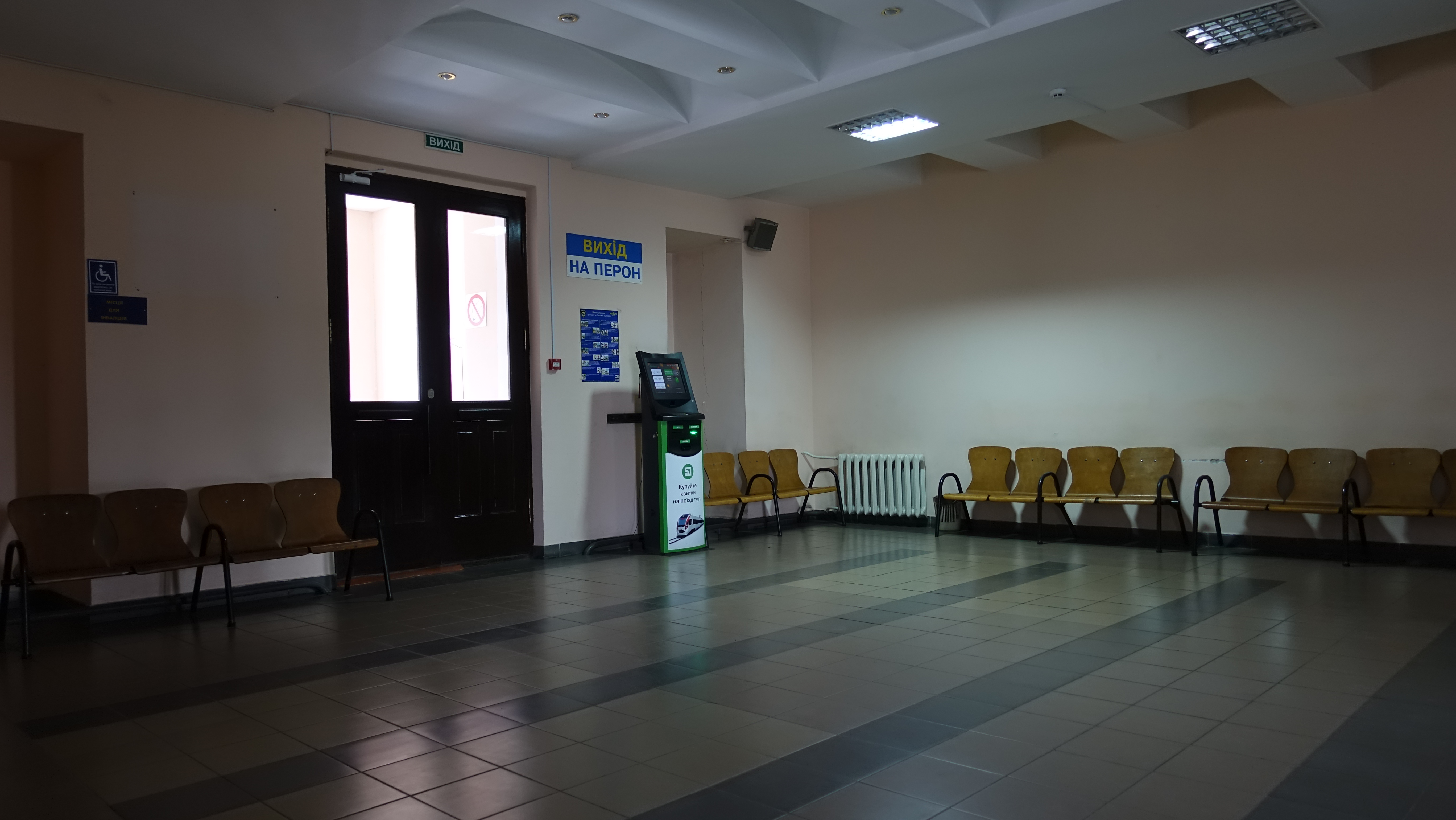
voyageurs.

### Intermodalité
La ligne continue en service de fret vers le Port d'Izmaïl.